# The Kingsbury
Koordinaten: 6° 56′ 6,7″ N, 79° 50′ 30,8″ O
The Kingsbury ist ein Luxushotel in Colombo, der De-facto-Hauptstadt Sri Lankas. Das neunstöckige Gebäude im Stadtteil Fort mit der Ordnungszahl 1 liegt am Indischen Ozean unweit des Hafens. Direkt gegenüber stehen die beiden Hochhäuser des World Trade Centers Colombo.
Das von U. N. Gunasekera erbaute Hotel hieß zuerst Ceylon Continental Hotel Colombo und Ceylon Inter-Continental Hotel. Im Jahr 2012 verkündete Präsident Mahinda Rajapaksa nach umfassender Sanierung die Eröffnung des heutigen Hotels der Hotel Services (Ceylon) PLC, einem Tochterunternehmen der Hayley’s PLC. Seitdem ist der österreichische Hotelier Otto Mathias Stohl Leiter des Hotels. Die drei nach der Sanierung eröffneten Ballsäle The Balmoral, The Victorian und The Winchester werden unter anderem für Hochzeitsfeiern genutzt.